# COROT-1b

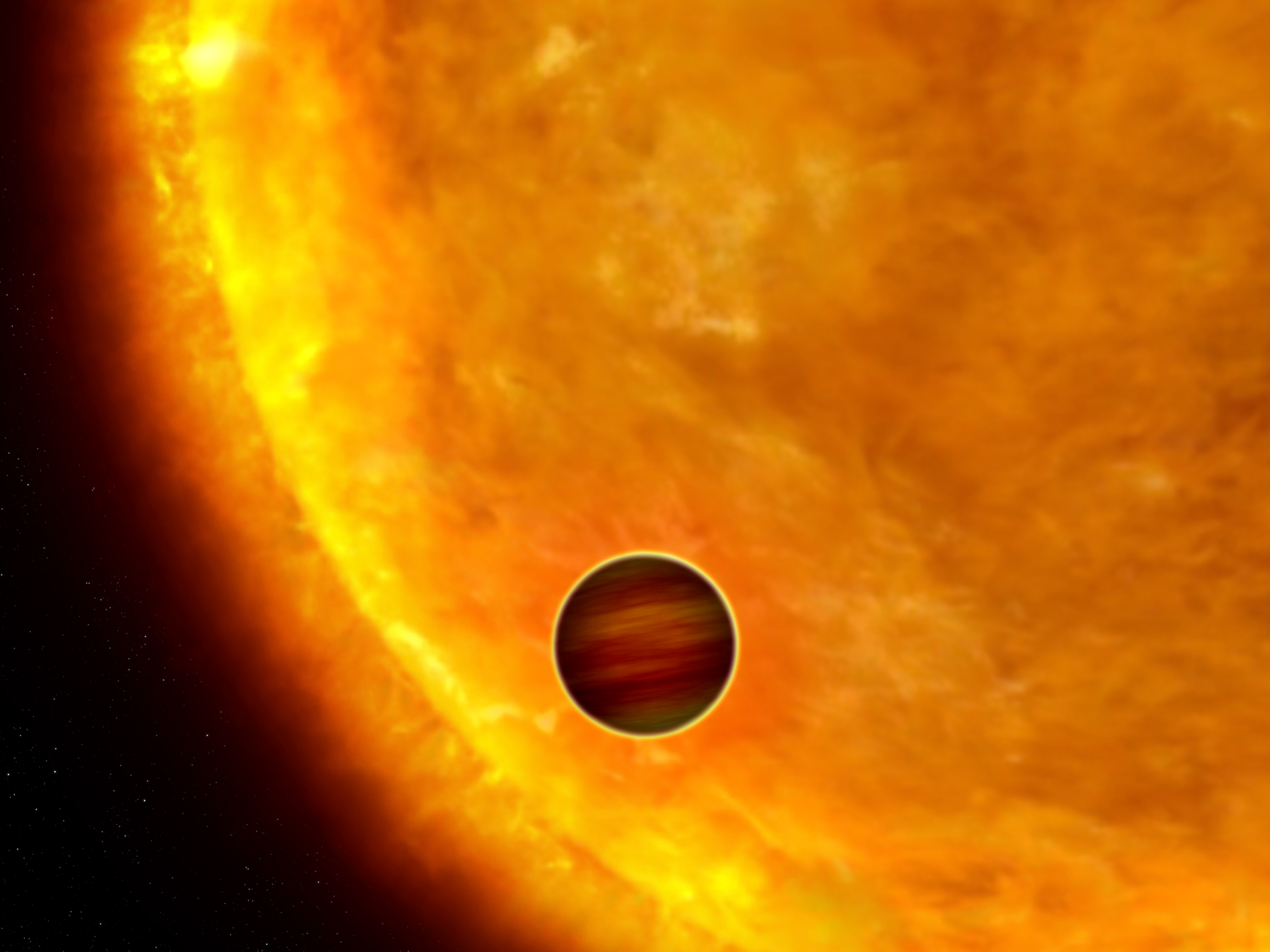
Impressão artística de COROT 1b

COROT-1b (anteriormente denominado COROT-Exo-1b) é um planeta extrasolar a aproximadamente 1.560 anos-luz de distância na constelação de Monoceros. O planeta foi descoberto orbitando a estrela anã amarela COROT-1 em 2008. O planeta foi a primeira descoberta da missão francesa CoRoT.